# Kabupaten Sampang
Kabupaten Sampang är ett kabupaten i Indonesien.   Det ligger i provinsen Jawa Timur, i den västra delen av landet, 700 km öster om huvudstaden Jakarta. Antalet invånare är 877 772. Kabupaten Sampang ligger på ön Madura.